# 5551 Ґліксон
5551 Ґліксон (5551 Glikson) — астероїд головного поясу, відкритий 24 січня 1982 року.
Тіссеранів параметр щодо Юпітера — 3,442.